# Museu Anita Garibaldi
O Museu Anita Garibaldi é um museu existente da cidade brasileira de Laguna, no sul do estado de Santa Catarina. Conta com acervo histórico sobre a Guerra dos Farrapos e a República Juliana, além de objetos que pertenceram à heroína Anita Garibaldi. O museu fica no centro histórico de Laguna, cidade que foi capital da República Juliana.

## História
O museu foi fundado em 31 de julho de 1949, no centenário da morte de Anita Garibaldi. O prédio que hoje abriga o museu é um dos mais antigos do sul do Brasil e foi construído em 1735, então nomeado Paço do Conselho. Posteriormente ele foi batizado de Edifício de Câmara e Cadeia, e abrigava no piso superior a Câmara de Vereadores e no térreo, o corpo da Guarda Municipal da cidade. Em 1839, o italiano Giuseppe Garibaldi, um dos líderes da Guerra dos Farrapos e da Revolução Farroupilha, tomou a cidade e nela proclamou a República Juliana, ou também conhecida como República Catarinense.

## Acervo
O museu possui em seu acervo peças e documentos que retratam a época histórica da Guerra dos Farrapos e da Revolução Farroupilha, e também da vida doméstica de Anita e Giuseppe Garibaldi. O museu possui móveis da época, utensílios usados por Anita e a sua família, e uma urna onde está um pouco da terra do local onde Anita foi enterrada, em Ravena na Itália. Ele ainda conta com armas usadas nos conflitos dos guerrilheiros e o mastro do navio “Seival”, um dos navios que Giuseppe Garibaldi usou para tomar Laguna em 1839.